# Psihiatrie
Psihiatria (din limba greacă: psyché (ψυχη) = suflet și iatros (ιατρος) = medic) este o ramură a medicinei care se ocupă cu prevenirea, diagnosticarea, tratamentul și reabilitarea persoanelor cu boli mintale. Noțiunea Psihiatrie a fost introdusă în terminologia medicală în 1808 de medicul german Johann Christian Reil din Halle (inițial „Psychiaterie”, devenită mai târziu „Psychiatrie”).
Psihiatria poate fi definită ca o „disciplină de sinteză” prin care urmărirea și menținerea sănătății mintale - scopul său principal - se obțin luând în considerare diverși factori: psihologici, socio-culturali, politici, juridici, medico-farmacologici. Domeniul psihiatriei se extinde în multe alte specialități medicale. Tulburările psihice și bolile mintale influențează aproape toate aspectele vieții unui pacient, funcțiile organismului, comportamentul, afectivitatea, perceperea realității, relațiile interumane, sexualitatea, munca și timpul liber. Asemenea tulburări sunt cauzate de interacțiunea unor factori complecși, biologici, sociali și spirituali, care nu pot fi totdeauna puși în evidență cu siguranță. Sarcina psihiatriei este să clarifice rolul acestor diverși factori și influența lor asupra manifestărilor din cursul bolilor mintale. Noțiunea de „boală mintală” trebuie să intre în orbita biologiei și medicinei. Psihiatrul francez Henry Ey (1900-1977) definea psihiatria drept „ramură a medicinei care are ca obiect patologia vieții de relație la nivelul asigurării autonomiei și adaptării omului în condițiile propriei existențe.”

## Istoric
Istoria psihiatriei poate fi împărțită în trei mari perioade:
- A. Perioada cuprinsă între antichitate până în preajma epocii moderne (sfârșitul secolului al 18-lea).
- B. Perioada iluminismului (apariția azilurilor pentru "alienații" mintal).
- C. Dezvoltarea științifică a psihiatriei, începând cu secolul al XIX-lea.

### A. Prima perioadă

#### Egiptul antic
Vechii egipteni considerau că toate bolile, indiferent de formele de manifestare, ar avea o origine fizică și localizau în inimă sediul acelor simptome, care azi sunt denumite psihice. Nu se făcea nicio deosebire între maladii corporale și mintale.

#### Antichitatea greco-romană (sec. VI î.Chr. - sec. VI d.Chr.)
În antichitatea greco-romană, „nebunia” era considerată de origine supranaturală, o pedeapsă divină, ce se putea combate cu mijloace mistico-religioase efectuate de sacerdoți. A fost meritul lui Hippocrate de a fi introdus conceptul inovativ după care starea de sănătate și boala depind de circumstanțe specifice ale vieții omenești, în funcție de echilibrul diverselor umori ("teoria umorală"), și nu de intervenții divine. Astfel, depresia era considerată drept rezultatul unui exces de "bilă neagră". Bazându-se pe observații clinice, Hippocrate individualizează patru tipuri de boli mintale:
Frenitele, maladii psihotice organice primitive ale creierului cu manifestare acută însoțită de febră.
Mania, tulburări mintale acute fără febră.
Melancolia, boală mintală stabilizată sau cronică.
Epilepsia, căreia îi neagă originea magică sau divină (morbus sacer), atribuindu-i o semnificație apropiată de vederile actuale.
Din timpul Imperiului Roman ne-au rămas numeroase descrieri ale unor tulburări psihice, prin Cicero ("Scrisorile Tusculane"), Aulus Cornelius Celsus (ca. 30 d.Chr.), Soranus din Ephes (ca. 100 d.Chr.) și Areteus din Cappadochia (ca. 150 d.Chr.). Ca metode de tratement se foloseau masajele, ventuzele, luare de sânge, dietă. Unii bolnavi erau izolați în încăperi cu ferestre situate la înălțime. Azile sau spitale pentru alienați nu existau în antichitate.

#### Evul Mediu
Primele așezăminte speciale pentru bolnavi psihici sunt semnalate în secolul al XII-lea în califatele arabe din Damasc, Cairo și Granada.
În Europa medievală situația era cu totul deosebită. În anul 1377 se înființează la Londra renumitul "Bethlehem Royal Hospital" (Bedlam), cel mai vechi spital european pentru bolnavi psihici, care a funcționat până în anul 1948. Bolnavii agitați sau agresivi mai erau închiși în colivii de lemn sau erau duși în afara porților orașului. În perioada târzie a Evului Mediu (secolele XV - XVII), sub influența Inchiziției, bolnavii psihici sunt considerați „posedați de diavoli”, se practică exorcismul, sunt torturați, femeile alienate sunt urmărite ca vrăjitoare, multe sfârșesc arse pe rug. 

#### Secolele XVII - XVIII
În această epocă se înmulțesc "casele" pentru bolnavii mintali, de ex. în Paris "l'Hôpital Général", în Anglia "Workhouses", în Germania "Zuchthäuser". Aceste așezăminte semănau mai mult a închisori decât a spitale. Bolnavii erau imobilzați în lanțuri, împreună cu vagabonzi, prostituate, invalizi și delicvenți. Nu exista o îngrijire medicală.

### B. A doua perioadă (sfârșitul secolului al XVIII-lea până spre sfârșitul secolului al XIX-lea)

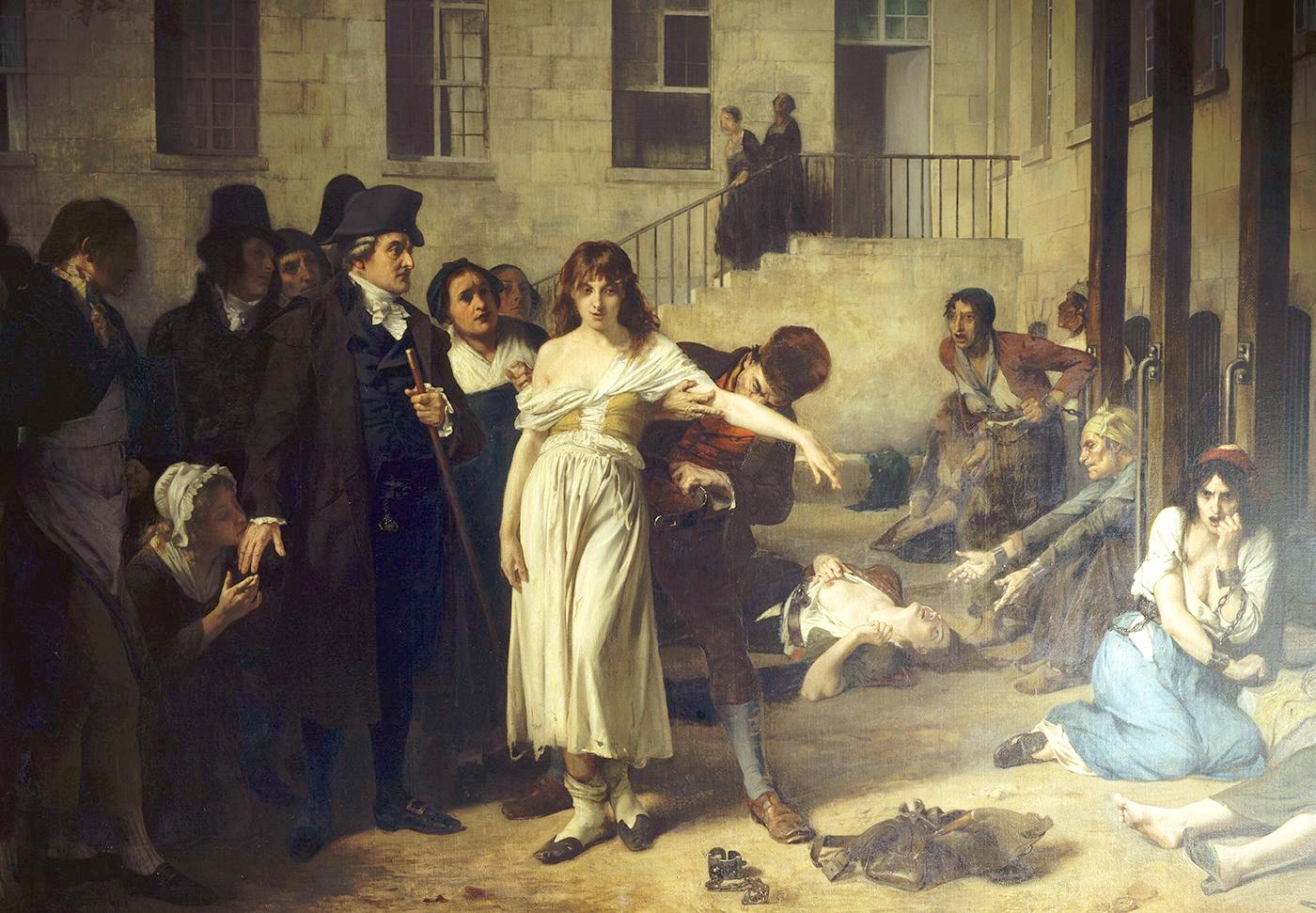
Philippe Pinel la Salpêtrière eliberând din lanțuri bolnavii psihici, Tablou de Tony Robert-Fleury

Încă în secolul al XVII-lea, medicii încep să interpreteze alienarea mintală din punct de vedere medical și descriu tablouri clinice ale bolilor psihice. Medicul scoțian George Cheyne (1671-1743) constată că o treime a pacienților săi prezintă manifestări isterice, neurastenice sau ipohondrice. Georg Ernst Stahl (1660-1734) face deosebirea între boli „simpatice” (organice) și "patice" (funcționale). În 1758 medicul englez William Battie scrie un "Tratat asupra nebuniei" (Treatise on Madness) și propune ca bolnavii mintali să fie internați în aziluri. Totuși, abia către sfârșitul secolului al XVIII-lea, sub influența iluminismului, începe să se dezvolte psihiatria clinică practicată de medici în așezăminte special amenajate. Este legendară contribuția medicului francez Philippe Pinel la umanizarea tratamentului bolnavilor psihici, care - în 1795 - la spitalul "Salpêtrière" din Paris - "eliberează alienații mintali din lanțuri". Pinel consideră tulburările mintale drept consecință a unor tulburări fiziologice care necesită o terapie adecvată și - în 1801- publică un „Tratat medico-filozofic asupra alienării mintal” (Traité médico-philosophique sur l'aliénation mentale), în care propune o clasificare a bolilor psihice:
- melancolia simplă (delir parțial)
- mania (delir generalizat)
- demența (diminuarea intelectuală generalizată)
- idioția (abolirea totală a facultăților mintale)

Reforme asemănătoare întreprinde medicul italian Vincenzo Chiarugi, care - în 1788- asumă direcția spitalului "Bonifazio" din Florența și - în 1793 - publică lucrarea "Despre nebunie în general și în special" (Della Pazzia in Genere e in Specie), în care restituie alienatului mintal calitatea de bolnav. În multe aziluri continuă totuși aplicarea unor mijloace empirice, adesea violente, ca dușuri reci, substanțe vomitive, purgații, comprese cu muștar, electrocutări. Bolnavii agitați erau legați sau strânși în „cămașă de forță”.

### C. Dezvoltarea științifică a psihiatriei
În a doua jumătate a secolului al XIX-lea se face tot mai mult legătura între apariția manifestărilor psiho-patologice și posibile modificări în creier. „Tulburările nervoase” (nevrozele) devin o preocupare specială a medicilor, o dată cu folosirea hipnozei ca metodă de tratament. Charcot la spitalul "Salpêtrière" din Paris se ocupă intens cu problema isteriei, Sigmund Freud, elevul său, dezvoltă concepția psihanalitică. Emil Kraepelin (1856-1926) în Germania și Eugen Bleuler (1857-1939) în Elveția aduc contribuții esențiale la cunoașterea și clasificarea bolilor psihice, în special la descrierea tabloului clinic al schizofreniei. 
După al Doilea Război Mondial, o dată cu progresele făcute în cercetările clinice, terapeutice și de laborator, psihanaliza cunoaște o mai redusă audiență, psihiatria capătă tot mai mult un caracter biologic. Psihofarmacologia devine parte integrativă a psihiatriei, după ce Otto Loewi descoperă primul neurotransmițător, acetilcolina. Introducerea cu succes a unei substanțe neuroleptice, clorpromazina, în tratamentul schizofreniei (1952) de către Jean Delay și Pierre Deniker, inspirați de observațiile lui Henri Laborit asupra efectelor farmacodinamice ale prometazinei, un derivat fenotiazinic, a revoluționat tratamentul acestei boli, la fel precum terapia cu carbonat de litiu (1948) a reușit să ducă la remisiune cazurile de psihoză maniaco-depresivă. Începând din anul 1980, neuroradiologia a devenit tot mai mult folosită în diagnosticul bolilor psihice. Studiile de biologie moleculară arată că genetica joacă un rol primordial în apariția tulburărilor mintale. În jurul anului 1995 se pune în evidență gena răspunzătoare de apariția schizofreniei în cromozomul 6, și cele care determină psihozele bipolare în cromozomii 18 și 21. Recunoașterea intervenției factorilor psiho-sociali în apariția unor tulburări psihice dinamice a condus la reevaluarea psihoterapiei ca medotă de tratament în cazuri selecționate.
În 1948 G. Brock Chisholm și J. R. Rees fondează Federația Mondială pentru Sănătatea Mintală (World Federation for Mental Health), cu scopul interesării organelor guvernamentale în promovarea specializării medicilor psihiatri și asigurării de fonduri necesare pentru asigurarea sănătății mintale a populației. În cursul a două decenii succesive, Asociația Psihiatrică Americană (American Psychiatric Association) a publicat "Diagnostic and Statistical Manual" (DSM), care în momentul actual - împreună cu ICD-10 al Organizației Mondiale a Sănătății (World Health Organization) - reprezintă cea mai răspândită tipologie și clasificare nosografică a patologiei psihiatrice.

#### Personalități medicale care au contribuit la dezvoltarea psihiatriei moderne
- William Tuke (1732-1822), precursor al tratamentului uman al alienaților mintal.
- Philippe Pinel (1745-1826) a reușit să impună îngrijirea lipsită de violență în așezămintele psihiatrice din Franța (așa zisul "traitement moral", caracterizat prin blândețe și răbdare) și necesitatea unei calificări de specialitate a personalului.
- Jean Étienne Dominique Esquirol (1772-1840), elev al lui Pinel, autor al conceptului de "monomanii", din care se mai folosesc și azi - deși căzut în desuetudine - noțiuni ca "cleptomanie", "piromanie".
- Franz Joseph Gall (1758-1828), fondator al frenologiei, în care se recunoaște creierul ca substrat al proceselor mintale.
- Johann Christian Reil (1759-1813) angajat în campania pentru tratament uman al alienaților mintal, a introdus termenul de "Psihiatrie" în vocabularul medical.
- Vincenzo Chiarugi (1759-1820), reformator al psihiatriei în Italia.
- Joseph Guislain (1797-1860), fondatorul psihiatriei moderne în Belgia.
- Wilhelm Griesinger (1817-1868) a susținut teza conform căreia afecțiunile psihice sunt rezultatul unei îmbolnăviri a creerului.
- Jean Martin Charcot (1825-1893) a întreprins cercetări clinice asupra isteriei.
- Karl Ludwig Kahlbaum (1828-1899) a descris pentru prima dată starea de catatonie.
- Auguste Forel (1848-1931), "părintele" psihiatriei în Elveția, a impus - împotriva rezistenței corpului medical - recunoașterea hipnozei ca metodă terapeutică.
- Ivan Petrovici Pavlov (1849-1936), descoperitorul reflexelor condiționate, punând astfel bazele terapiei comportamentale.
- Emil Kraepelin (1856-1926), autor al primei clasificări nosologice a bolilor psihice (1899) după evoluție și prognoză, delimitând psihoza maniaco-depresivă de demența precoce (mai târziu denumită schizofrenie de către Bleuler).
- Eugen Bleuler (1857-1939), introduce termenul de "schizofrenie" și face o descriere amănunțită a acestei boli.
- Sigmund Freud (1856-1939), fondatorul psihanalizei, dă pentru prima dată o explicație a tulburărilor nevrotice ca rezultat al unor trăiri traumatizante și al refulării impulsurilor în conflict cu regulile curente ale comunității sociale.
- Pierre Janet (1859-1947) întreprinde studii asupra psihasteniei (nevroza obsesivo-fobică).
- Ernst Kretschmer (1888-1964), autor al unei tipologii constituționale somato-psihice.
- Julius Wagner von Jauregg (1857-1940) introduce malarioterapia ca metodă de tratament a paraliziei generale progresive (Neurosifilis).
- Ugo Cerletti (1877-1963) introduce metoda electroconvulsivantă în tratamentul unor boli psihice.
- Karl Jaspers (1883-1969), prin lucrările sale asupra psihopatologiei generale, pune bazele metodologiei moderne ("metoda biografică") în abordarea patologiei mintale.
- Kurt Schneider (1887-1967), autor al "sistemului triadic" în clasificarea bolilor psihice.
- Henri Laborit (1914-1995), prin lucrările sale asupra fenotiazinelor pune bazele psihofarmacologiei.
- Jean Delay (1907-1987) folosește pentru prima dată clorpromazina în tratamentul schizofreniei, cercetează substanțele psihotrope cu acțiune centrală, pe care le va numi neuroleptice.

### Dezvoltarea psihiatriei în România
Nu există informații suficiente asupra dezvoltării psihiatriei în țările române. Primele așezăminte spitalicești ("bolnițe") au apărut pe lângă biserici sau mănăstiri, unde uneori se găsea o icoană "făcătoare de minuni", ca la biserica "Sf. Spiridon" din Iași. În aceste bolnițe nu se putea vorbi de o îngrjire medicală propriu zisă, preoții sau călugării foloseau leacuri tradiționale ("băbești") făcute din plante, sub formă de fierturi și unsori, alături de rugăciuni, slujbe și arderea unor esențe mirositoare. În prima jumătate a secolului al XVIII-lea, la Mănăstirea Neamț se înființează o "bolniță" pentru bătrâni. Probabil după incendiul din 1841, o dată cu construirea unei noi clădiri în 1843, se amenajează aici un ospiciu pentru bolnavi "lipsiți de minte și chinuiți de duhuri rele".
În București, pe lângă biserica "Mărcuța", ctitorie veche din 1586, se înființează în 1813 un lazaret pentru bolnavi de ciumă, care putea adăposti 30-40 de bolnavi. În 1829 devine sediul unui ospiciu pentru alienați mintal, care funcționează până în 1924. Poetul Mihai Eminescu a fost îngrijit din noiembrie 1886 la Mănăstirea Neamț, iar pe data de 3 februarie 1889 moare în ospiciul doctorului Suțu din București.
În anul 1838 Eforia Spitalelor Civile înființează un ospiciu pentru bolnavi psihic la Schitul Malamuci de lângă satul Malamuc, județul Prahova, la ca. 40 km nord de București. Începând cu anul 1845, bolnavii au fost transferați la Mărcuța. Așezământul era numit și "Balamuci", de unde cuvântul "balamuc", devenit sinonim cu "casă de nebuni".
Atât la Mărcuța, cât și la Malamuci, bolnavii erau vizitați la intervale diferite de medici, însă, în afară de îngrijire, nu se putea vorbi de un tratament medical.

#### Învățământul psihiatric universitar în București
Învățământul de psihiatrie începe în 1867 cu un curs liber inițiat de Dr. Alexandru Suțu la "Școala Națională de Medicină și Farmacie". În 1893 se înființează la Facultatea de Medicină din București o catedră de "Medicină Legală și Psihiatrie" (condusă de Alexandru Șuțu), care în 1897 se scindează într-o catedră independentă de "Psihiatrie și Clinica Bolilor Mintale", condusă de Al. Șuțu, și una de Medicină Legală ocupată de Prof. Mina Minovici. Alexandru Șuțu va conduce catedra până la pensionare în 1910, când este preluată de către elevul său, Alexandru Obregia. Acesta, în 1923, va muta clinica în noul "Spital Central de Boli Nervoase și Mintale", care astăzi îi poartă numele.
Alexandru Obregia, remarcabil profesor și șef de școală, se retrage în 1924, catedra fiind preluată de elevul său, Petre Tomescu. Înlăturat din învățământ, împreună cu conferențiarul său Sebastian Constantinescu, și întemnițat în 1945 (fusese Ministru al Sănătății și Ocrotirilor Sociale în timpul războiului în guvernul Antonescu), locul său este ocupat prin transfer de la Cluj de C. Urechia în perioada 1945-1948 și de C. I. Parhon în perioada 1948-1951. 
În continuare catedra este condusă succesiv de Constanța Parhon-Ștefănescu (1952-1973), Vasile Predescu, format în Uniunea Sovietică (1973-1996), George Ionescu (1997-2002). Între 1996 și 2001 au funcționat la Universitatea de Medicină și Farmacie "Carol Davila" două catedre de psihiatrie, una condusă de George Ionescu, cealaltă de Aurel Romilă. În prezent la conducerea catedrei se află prof. univ. dr. Dan Prelipceanu.

## Psihiatria ca specialitate medicală

### Bazele psihiatriei moderne
Psihiatria modernă se bazează pe câteva concepte care s-au dezvoltat în cursul primei jumătăți a secolului al XX-lea, la care au contribuit în mare măsură psihiatrii germani. Deja către sfârșitul secolului al XIX-lea, Wilhelm Griesinger (1817-1868) a formulat teza conform căreia bolile psihice sunt consecința unei îmbolnăviri a creierului. Emil Kraepelin (1856-1926) a formulat pentru prima dată o clasificare nosologică utilă a bolilor psihice. Lucrările lui Karl Jaspers (1883-1969) în domeniul psihopatologiei generale au pus bazele metodologiei moderne în abordarea problemelor de patologie psihiatrică. Conceptul de boală psihică în accepțiunea actuală derivă din așa zisul "sistem triadic" dezvoltat de Kurt Schneider (1887-1967) pa baza lucrărilor lui Jaspers, în care bolile psihice sunt împărțite în trei grupe:
- - boli psihice cu substrat organic demonstrabil;
- - boli psihice cărora încă nu li se poate demonstra cu claritate un substrat organic, așa-zisele psihoze endogene;
- - variante psihice anormale: ale inteligenței sau ale personalității, precum și reacții anormale la evenimente trăite.

Prin introducerea sistemului ICD-10 de către "Organizația Mondială a Sănătății" (World Health Organization) în anul 1992, un sistem de clasificare standardizat cu aplicare mondială, înțelegerea bolilor psihice capătă o nouă dimensiune.
Introducerea medicamentelor neuroleptice și efectuarea studiilor catamnestice în a doua jumătate a secolului al XX-lea au dus la dispariția nihilismului terapeutic, în special în cazul schizofreniei. Reformele în organizarea structurii spitalelor psihiatrice (inpatient treatment), larga dezvoltare a asistenței ambulatorii (outpatient treatment) precum și considerarea factorilor social în determinarea manifestărilor morbide au contribuit la recunoașterea afecțiunilor psihice ca boli de sine stătătoare.

### Relații cu alte discipline medicale
Întrucât psihiatria folosește datele rezultate din cercetările efectuate în domeniul neuroștiinței, psihologiei, biologiei, biochimiei și farmacologiei, ea poate fi considerată ca disciplină de trecere între neurologie și psihologie. Separarea psihiatriei de alte discipline medicale este în mare măsură arbitrar. Psihoterapeuții tratează în special pacienți cu nevroze și stări anxioase, în departamentele de medicină psihosomatică sunt tratați bolnavi la care traumatisme psihice joacă un rol determinant în apariția unor tulburări somatice, de ex. tulburări în alimentație (bulimie, anorexie nervoasă). Psihosidroamele organice și demențele aparțin în același timp neurologiei cât și psihiatriei, din motive practice bolnavii sunt internați în servicii de psihiatrie când tulburările psihice sunt pe primul plan sau apar brusc.

### Subspecialități psihiatrice
- Psihiatria generală: Psihiatria clinică care se ocupă cu tulburările și bolile psihice la persoane de vârstă adultă.
- Psihiatria de urgență intervine în cazuri acute: impuls la sinucidere, decompensare acută a unei psihoze preexistente etc.
- Gerontopsihiatria are ca obiect tulburările psihice la persoane în vârstă înaintată (în mod arbitrar dupâ 60 de ani), care fie că au fost deja bolnavi psihic la o vârstă mai tânără și trebuie îngrijiți, respectiv tratați în continuare, fie că manifestările mintale morbide sunt condiționate de procesul de îmbătrânire.
- Psihiatria copilăriei și adolescenței, având ca domeniu categoria de vârstă până la 21 de ani, a devenit o specialitate de sine stătătoare.
- Psihiatria judiciară se ocupă cu expertiza responsabilității civile și penale a delincvenților și cu tratarea lor, în caz de existență a unei boli psihice.
- Psihiatria interculturală are ca domeniu investigarea contextului cultural și etnic în apariția unor tulburări mintale.
- Psihiatria dependenților de droguri (stupefiante, alcool, nicotină et.), jocuri de noroc etc.
- Psihiatria socială cercetează influența condițiilor sociale în apariția sau persistența tulburărilor psihice

### Medicul specialist psihiatru
Stagiul în specialitate pentru a deveni medic psihiatru durează în România 5 ani, timp în care se includ scurte stagii în domenii tangențiale (neurologie, psihologie etc).

## Psihopatologie
Psihopatologia are ca obiect descrierea formelor unor stări psihice modificate morbid, respectiv descrierea simptomelor și tablourilor clinice observate la bolnavii mintal, aplicând categoriile de gândire ale psihologiei normale la investigarea și explicarea mecanismelor anomaliilor psihice.

### Noțiunea de "bolnav psihic"
În general, boala poate fi în mod simplu definită ca absență a stării de sănătate. Delimitarea manifestărilor psihice morbide de starea "normală" nu este ușoară, întrucât fiecare boală psihică are un aspect individual și social, determinat de personalitatea și de experiențele de viață subiective ale fiecărui pacient în parte. Pentru abordarea unei definiții se ține seama de o serie de factori: raritatea statistică, reacțiile inadecvate, starea de suferință, lezarea normelor sociale etc. În cazul reunirii unor criterii stabilite în diverse sisteme de clasificare, se poate lua în considerare existența unei boli sau a unei tulburări de comportament. Pentru afirmarea cu mare probabilitate a unei diagnose este însă necesară o anamneză amănunțită, precum și un diagnostic diferențial, pentru a elimina alte eventuale boli sau stări morbide. Diagnoza permite apoi alegerea unui model terapeutic.

### Simptome și sindroame psihopatologice
Simptomele (semnele și manifestările morbide) și sindroamele (complex de semne și simptome) psihopatologice constituie un instrumentar important pentru diagnosticul psihiatric.

#### Sistematizarea simptomelor psihopatologice
după sistemul AMPD ("Arbeitsgemeinschaft für Methodik und Dokumentation in der Psychiatrie"), adoptat internațional:
- Tulburări ale stării de conștiință (starea de vigilitate, ritmul somn-veghe)
- Tulburări de orientare (în timp, spațiu, situative, în raport cu sine însuși sau cu alte persoane)
- Tulburări de percepție (iluzii, halucinații)
- Tulburări de înțelegere (aperceptive)
- Tulburări de atenție (deficit, fluctuații)
- Tulburări de memorie (amnezii, paramnezii)
- Tulburări formale ale cursului gândirii (inhibiție sau blocaj, fugă de idei, incoerență, perseverări)
- Tulburări de conținut ale gândirii (idei obsesive, idei delirante)
- Tulburări afective (ale dispoziției: depresive, euforice, anxioasă, indiferentă, și ale emotivității: ambivalență afectivă, frică patologică)
- Tulburări ale voinței (ale nivelului pulsional: reacții explozive, piromania, cleptomania, impulsii sexuale patologice etc.)
- Tulburări ale personalității (depersonalizare, derealizare)

#### Sindroame psihopatologice
- Sindrom anxios (inclusiv atacul de panică)
- Sindrom obsesivo-fobic (sindrom anancastic)
- Sindrom hipocondric
- Sindrom depresiv
- Sindrom maniacal
- Sindrom de depersonalizare-derealizare
- Sindrom de transparență-influență
- Sindrom delirant-halucinator
- Sindrom akinetic-abulic
- Sindrom autistic
- Sindrom catatonic
- Sindrom paranoic
- Sindrom amențial
- Sindrom demențial
- Sindrom oligofren
- Sindrom expansiv-confabulator
- Sindrom excito-motor
- Sindrom psiho-organic

### Clasificarea bolilor mintale
Întrucât înțelegerea tulburărilor psihice este corelată cu o gamă largă de explicații asociate și etiologice, încercările de a face ordine în diversitatea acestor tulburări reflectă totdeauna concepțiile dominante specifice unei țări, unor autori sau unei școli psihologice, ceea ce - în mod necesar - duce la discuții controversate. În prezent, în aplicațiile clinice sau în cercetare, sunt adoptate două sisteme principale de clasificare:
- Sistemul ICD-10 propus de Organizația Mondială a Sănătății (WHO), folosit pe scară mondială și
- Sistemul DSM-IV al "Asociației Psihiatrice Americane" (American Psychiatric Association), folosit mai ales în cercetarea psihologică sau psihiatrică.

În timp ce clasificările anterioare mai făceau încă diferențierea între nevroze și psihoze, în clasificările actuale aceste noțiuni nu mai apar, tulburările psihotice fiind interpretate cauzal ca având un substrat primar biologic, în timp ce așa ziselor nevroze li se atribuie o patogeneză psihogenă. 

#### Sistemul ICD-10, capitolul V: Tulburări psihice și de comportament (F00-99)
(ICD: International Statistical Classification of Diseases and Related Health Problems) 
- F00-F09 Tulburări psihice cu substrat organic sau simptomatice.
- F10-F19 Tulburări psihice și de comportament prin substanțe psihotrope
- F20-F29 Schizofrenie, tulburări schizotipe și stări delirante
- F30-F39 Tulburări afective
- F40-F49 Tulburări nevrotice, somatoforme și cauzate prin stress
- F50-F59 Comportamente anormale asociate cu tulburări și factori corporali
- F60-F69 Tulburări ale personalității și de comportament la adulți
- F70-F79 Înapoiere mintală
- F80-F89 Tulburări în dezvoltarea psihică
- F90-F98 Tulburări de comportament și afective cu debut în copilărie sau adolescență
- F99 Tulburări psihice nespecificate

#### Sistemul DSM-IV
(DSM-IV: Diagnostic and Statistical Manual of Mental Disorders), în prezent versiunea DSM-IV-TR, "Text Revision" efectuată în anul 2000.
Clasificarea DSM se bazează pe un "sistem multiaxial", care organizează diagnosticul psihiatric pe cinci nivele ("axe"), în concordanță cu diferitele aspecte ale tulburărilor și deficitelor psihice:
* Axa I: Tulburări clinice, incluzând tulburările mintale majore, precum și tulburările de dezvoltare și de învățare
* Axa II: Tulburări de înțelegere și ale personalității, precum și înapoierea mintală
* Axa III: Stări patologice somatice care pot influența manifestările psihopatologice
* Axa IV: Factori psihosociali și de mediu care contribuie la apariția tulburăreilor psihice
* Axa V: Evaluarea globală a funcțiilor psihice (cu un calificativ între 1 și 100)
În practica clinică un rol important îl joacă Axa I (care include depresia, anxietatea, tulburările bipolare, stările impulsive și schizofrenia) și Axa II (incluzând tulburările de graniță ale personalității, personalitățile schizotipe, antisociale, narcistice, precum și înapoierea mintală ușoară).
În general, sistemul DSM cuprinde 16 categorii diagnostice:
- 1. Tulburări care apar în copilărie sau adolescență
- 2. Tulburări induse de substanțe cu acțiune psihotropă
- 3. Schizofrenia și alte manifestări psihotice
- 4. Tulburări afective
- 5. Stări anxioase
- 6. Tulburări somatoforme
- 7. Tulburări disociative
- 8. Tulburări ale vieții sexuale și ale identității sexuale
- 9. Tulburări ale somnului
- 10. Tulburări ale alimentației
- 11. Tulburări simulate
- 12. Tulburări de adaptare
- 13. Tulburări în controlul impulsurilor
- 14. Tulburări ale personalității
- 15. Alte probleme cu relevanță clinică
- 16. Deliruri, demență și alte tulburări cognitive

### Diagnosticul tulburărilor psihice
Pentru stabilirea diagnosticului unei boli psihice pe primul plan se situează explorarea psihiatrică, care include o anamneză minuțioasă - uneori întregită de relatările aparținătorilor - urmată de evaluarea stării psihice prezente. Acest procedeu furnizează informații asupra personalității și trăsăturilor de caracter ale pacientului, asupra relațiilor cu alte persoane și asupra experienței anterioare cu probleme psihiatrice. Unele metode diagnostice se bazează pe examenele întreprinse de alți specialiști, psihologii efectuează teste de inteligență și asupra structurii personalității, neurologii constată eventuala prezență a unor leziuni organice ale creierului. La acestea se adaugă investigații psihosociale, precum și utilizarea metodelor moderne de neuroimagistică, examinări neurofiziologice și de genetică moleculară. Anumite endofenotipe pot predispune - în condiții particulare - la apariția unor boli mintale.

### Tratamentul bolilor psihice
Tratamentul psihiatric s-a modificat în mod esențial în ultimele decenii. În trecut, pacienții psihici erau spitalizați pe timp îndelungat, de luni și ani. În prezent, durata unei spitalizări (inpatients) - când este necesară - nu depășește câteva săptămâni, majoritatea bolnavilor fiind tratați ambulator (outpatients). Uneori internarea într-un serviciu psihiatric de specialitate se efectuează împotriva voinței bolnavului, când sunt lipsiți de discernământ, din motive de siguranță pentru starea lui de sănătate și în cazurile când reprezintă un pericol pentru societate. Internarea forțată este reglementată pe baza legislației existente în fiecare țară. Multe boli psihice beneficiază în prezent de o terapie eficace.

#### Tratament medicamentos
Terapia medicamentoasă modernă în psihiatrie își are debutul în anul 1952, o dată cu introducerea primului antipsihotic - clorpromazina - în tratamentul schizofreniei. Inițial, cele mai folosite medicamente psihotrope, denumite ulterior "neuroleptice", aparțineau grupului fenotiazinelor. Ulterior au fost dezvoltate substanțe neuroleptice cu altă structură chimică, de ex. tioxantene și butirofenone. În 1992 s-a introdus în terapeutică primul neuroleptic "atipic", risperidona, mult mai bine tolerat și cu mai puține efecte adverse decât antipsihoticele din prima generație. Au urmat preparatele de tip dibenzotiazepin și tienobenzotiazepin. Substanțele neuroleptice reduc în mod substanțial intensitatea stărilor delirante, halucinațiilor și confuzia mintală. Întru cât pot combate stările de agitație, sunt folosite și în tratamentul fazelor de excitație maniacală din evoluția psihozelor maniaco-depresive sau în tratamentul psihozelor organice. 
În afara efectelor terapeutice, medicamentele neuroleptice produc și o serie de manifestări adverse secundare. Foarte gravă este diskinezia tardivă, care constă în mișcări involuntare anormale ale limbii, gurii sau altor segmente ale corpului. Aceasta apare după o cură îndelungată și poate persista chiar după întreruperea tratamentului neuroleptic.
Medicamentele neuroleptice se obțin prin sinteză chimică, există însă și unele substanțe din natură aplicate în terapia psihiatrică. Un exemplu îl constituie carbonatul de litiu, folosit cu succes în tratamentul episoadelor maniacale.
Există trei clase de substanțe antidepresive:
- Antidepresivele tri- sau tetraciclice sunt cel mai des folosite, efectul lor se instalează însă după 2-3 săptămâni de tratament și pot provoca stări de somnolență sau tulburări cardiace.
- Inhibitoarele monoaminoxidazei (MAO), folosite mai ales în tratamentul așa ziselor depresii atipice. Ca efecte adverse se menționează apariția unei hipertensiuni arteriale severe la persoanele care consumă anumite alimente sau băuturi: brânzeturi, bere sau vin.
- Inhibitoarele specifice ale reîncărcării cu serotonină la nivelul sinapselor serotoninergice (SSRI: specific serotonin reuptake inhibitors), de dată mai recentă (de ex.: fluoxetin). Efectul se instalează tardiv (după 3-10 săptămâni); ca efecte adverse sunt menționate: dureri de cap, greață, insomnii, nervozitate.

În tratamentul stărilor anxioase, inclusiv cele de panică, neliniștei provocată de stress se folosesc substanțele zise "tranchilizante", în special cele din grupul benzodiazepinelor (diazepam, bromazepam etc.)
Substanțe stimulante de tip amfetamină sunt utilizate în tratamentul sindromului excito-motor cu deficit de atenție la copii și adolescenți, precum și în tratamentul narcolepsiei. 

#### Mijloace fizice și chirurgicale
- Terapia de șoc sau convulsivantă. În 1933 psihiatrul polonez Manfred Sakel folosește șocul hipoglicemic indus prin administrarea unor doze mari de insulină ("Cura lui Sakel" sau "Șocul insulinic") în tratamentul unor stări psihotice. Pornind de la ipoteza, de altfel falsă, a existenței unui antagonism între epilepsie și schizofrenie, psihiatrul maghiar Ladislas J. von Meduna (1935) reușește să producă la bolnavi schizofrenici crize convulsive generalizate în urma injectării intra-venoase de Cardiazol (Pentetrazol), cu care obține ameliorarea unor manifestări psihotice majore. O dată cu introducerea neurolepticelor, aceste două metode terapeutice nu se mai folosesc. "Terapia convulsivantă electrică" sau "Electroșocul" a fost introdusă în tratamentul psihozelor de către psihiatrii italieni Ugo Cerletti și Lucio Bini în anul 1938. Prin aplicarea unui curent electric între doi electrozi aplicați pe cutia craniană, se declanșează o criză convulsivă analoagă celei epileptice. În prezent, această metodă este încă folosită, la pacienți narcotizați și după administrarea unor relaxante musculare (pancuronium, suxametonium), cu indicație limitată în depresiile grave și în stările catatonice din cursul schizofreniei, care nu răspund la terapia psihotropă specifică.
- Psihochirurgia este o metodă invazivă inițiată de Egas Moniz (1936) în tratamentul tulburărilor psihice grave, prin care se întrerupeau bilateral proiecțiile talamusului în cortexul prefrontal ("lobotomie" sau "leucotomie prefrontală"). În prezent acest procedeu nu mai este folosit, în cazuri extrem de rare se utilizează tehnici stereotactice prin care se coagulează termic anumiți nuclei din talamus ("talamotomie") sau în sistemul limbic ("cingulotomie"). Indicații majore sunt constituite de stările anxioase grave, paranoia, agresivitatea, care nu sunt influențate de terapia medicamentoasă.

#### Psihoterapia
Progresele substanțiale înregistrate în științele comportamentului au dat naștere la diverse forme de psihoterapie, care s-au demonstrat eficace, în studii controlate, în reducerea sau eliminarea multor stări psihopatologice. Panorama metodelor psihoterapeutice este vastă și complexă, în raport cu orientările diverselor școli și concepții, adesea în conflict unele cu altele, dar oferind în acest fel posibilitatea alegerii unei metode adecvate pentru fiecare caz în parte. Intervenția psihoterapeutică, practicată de medici psihiatri sau de psihologi cu o calificare corespunzătoare, este ghidată de mecanismele presupuse a fi implicate în starea de sănătate și boală. În funcție de aceste mecanisme se deosebesc mai multe orientări psihoterapeutice:
- abordarea psihodinamică (psihanalitică: Sigmund Freud, Carl Gustav Jung, Alfred Adler, Erich Fromm etc.)
- abordarea cognitiv-comportamentală (Albert Ellis; Desensibilizare sistematică: Joseph Wolpe)
- abordarea umanist-configurațională (Carl Rogers, Frederick S. Perls)

În cadrul acestor orientări există diverse școli, fiecare cu particularități teoretice și procedurale specifice. Se estimează că există aproximativ 200 de școli de psihoterapie și peste 600 tehnici de intervenție. Psihoterapia poate fi "individuală", "în grup", în care pacientul este inserat într-un grup terapeutic, și "de grup", în care obiectul intervenției îl constituie grupul social de care aparține pacientul, de ex. cuplu, familie etc. De menționat este și psihoterapia de scurtă durată în situații de criză (tentative de sinucidere, moartea unei persoane iubite etc.). În unele cazuri, intervențiile psihoterapeutice pot fi întregite cu tratamente psihofarmacologice, în scopul maximalizării eficacității celor două procedee reunite.
În general, psihoterapia are ca domeniu de aplicare stările neurotice și alte tulburări de natură non-psihotică. În cazul psihozelor, tratamentul de elecție îl constituie medicamentele psihotrope, o eventuală intervenție psihoterapeutică având ca scop îmbunătățirea capacității funcționale de integrare în grupul social și în profesie.

## Controverse în domeniul psihiatriei

### Problema bazelor științifice ale psihiatriei
Dintre toate ramurile medicinei, psihiatria este aceea care resimte cel mai mult lipsa unor baze științifice solide în clasificarea nosografică, în teoriile etiologice ale bolilor mintale, în cunoașterea mecanismelor moleculare ale acțiunii substanțelor psihotrope. Sistemele actuale de clasificare ale maladiilor psihice (ICD 10 sau DSM IV) nu se bazează pe criterii obiective clinice sau instrumentale, ele sunt mai de grabă clasificări convenționale care grupează simptome, a căror individualizare în fiecare caz clinic este în mare măsură influențată de observarea subiectivă a medicului psihiatru examinator. Nu există teorii unanim acceptate, bazate pe fapte experimentale evidente, privind cauzele bolilor mintale, ci doar o serie de ipoteze încă foarte controversate. Nu este clar dacă rezultatele oferite de modelele experimentale la animale sunt aplicabile și la om sau dacă datele morfofuncționale au o utilitate clinică reală. Este nesigur dacă și în viitor psihiatria va continua să se bazeze pe grupări sindromologice, dacă acestea se vor configura în adevărate entități nosologice sau se va orienta către o încadrare multidimensională. 

### Anti-psihiatria și dezinstituționalizarea psihiatriei
Anti-psihiatria reprezintă un curent cu origine în jurul anului 1960 care se opune psihiatriei clasice și interpretează bolile mintale dintr-o perspectivă sociologică. Problema centrală ar fi constituită de relativitatea noțiunilor de „normal și patologic”, anti-psihiatria având ca obiectiv invalidarea dihotomiei bazate pe paradigme anatomice și sanitare. Se pune mai mult accentul pe variabilele sociale, morale, filosofice și politice, decât pe obiectivul unei „salubrități publice”, propriu psihiatriei tradiționale. Această mișcare a contribuit la „dezinstituționalizarea” psihiatriei, bolnavii psihic fiind în marea lor majoritate externați din spitale și integrați în comunitatea socială cu un tratament adecvat. Astfel, în prezent, în Statele Unite, doar 19% din bolnavii psihiatrici sunt tratați în spitale.

### Probleme de etică și deontologie medicală
În timpurile moderne, regimurile dictatoriale din secolul al XX-lea au folosit în mod abuziv psihiatria în scopuri ideologice sau ca armă de represiune politică. Astfel în Germania nazistă, comisii eugenice, din care au făcut parte și medici psihiatri, au "selecționat", printre alții, bolnavi psihiatrici socotiți incurabili sau reprezentând un pericol pentru "sănătatea rasială", care apoi au fost uciși în cadrul programului zis de "eutanasie". Până în anul 1945, în cadrul acestui program, au fost uciși ca. 150.000 bolnavi psihic. În Uniunea Sovietică, opozanții regimului bolșevic au fost etichetați drept bolnavi mintal ("Psikhushka") și au fost internați în mod silit în aziluri unde erau supuși la un tratament forțat cu substanțe psihotrope. Acest procedeu a fost aplicat și în țările comuniste satelite, de la care nu a făcut excepție nici România. "Psihiatria politică", în definiția psihiatrului Ion Vianu drept "internarea forțată în spitale de boli mintale a persoanelor ostile regimului care fac obiectul unui "tratament medical" în scop politic polițienesc", nu pentru vindecarea unei posibile afecțiuni psihice, ci pentru lichidarea felului de gândire care nu intră în acord cu ideologia partidului aflat la putere. Psihiatria politică a fost aplicată în spitalele de la Voila, Poiana Mare, secțiile de specialitate de la Târgu Mureș și Târgu Ocna, serviciul de Psihiatrie judiciară din Spitalul Nr. 9 "Gheorghe Marinescu" din București.
"Asociația Psihiatrică Mondială" (World Psychiatric Association) a reacționat prin elaborarea unui cod etic ("Declarația de la Hawaii", 1977, prin care se reglementează conduita unui medic psihiatru. Acest cod a fost actualizat (Viena, 1983) și întregit prin Declarațiile de la Madrid (1996) și de la Hamburg (1999). În acest cod deontologic sunt abordate o serie de probleme ca definirea bolnavului psihic, demnitatea umană a unui pacient iresponsabil, secretul medical, eutanasia, transplantarea de organe, tortura, pedeapsa cu moartea, relațiile cu mass-media, genetica, discriminările etnice sau culturale. Cu elaborarea acestui cod, asociația profesională a răspuns unui număr de controverse privind practica psihiatriei.

### Probleme de eficiență
26% din populația adultă din Olanda au avut una sau mai multe probleme psihice în 2021. 15% au suferit de anxietate, 9% de depresie. Aceasta a produs cozi lungi de așteptare pentru pacienții care au nevoie de tratament.